# Маловисківська волость
Маловисківська волость — адміністративно-територіальна одиниця Єлизаветградського повіту Херсонської губернії.
Станом на 1886 рік складалася з 7 поселень, 8 сільських громад. Населення — 5964 особи (2918 чоловічої статі та 3046 — жіночої), 1109 дворових господарства.
|                     | Площа, десятин | У тому числі орної, дес. |
| ------------------- | -------------- | ------------------------ |
| Сільських громад    | 7399           | 6589                     |
| Приватної власності | 10933          | 5102                     |
| Казенної власності  | —              | —                        |
| Іншої власності     | 400            | 310                      |
| Загалом             | 18732          | 12001                    |

Найбільші поселення волості:
- Мала Виска (Кудашева) — містечко при річці Мала Вись за 50 верст від повітового міста, 2759 осіб, 486 дворів, православна церква, єврейський молитовний будинок, школа, лавка, винокуренний завод. За 6 верст — постоялий двір. За 8 верст — цегельний завод.
- Олексіївка (Петрівка, Лутівка, Ясинуватка) — містечко при ставку та балці Мала Вись, 493 особи, 93 двори, православна церква, 2 лавки.
- Ново-Олександрівка (Гапсине) — село, 139 особи, 20 дворів, трактир.
- Паліївка — село при річці Мала Вись, 1488 осіб, 310 дворів, православна церква, лавка.